# Herbert K. Sorrell
Pour les articles homonymes, voir Knott et Sorrell.
Herbert Knott Sorrell (18 avril 1897 – Mai 1973), familièrement Herb Sorrell, était un gestionnaire et chef de syndicats professionnels.  Il dirigea la Conference of Studio Unions (CSU) à la fin des années 1940 et fut le directeur d'affaires  de la Motion Picture Painters union, « Local 644 », jusqu'aux années 1950.
À l'âge de douze ans, il fut engagé dans une fabrique de canalisations d'égouts à Oakland, Californie. Plus tard, il collabora à Oakland avec le chef de syndicat Harry Bridges. À une certaine époque, il tenta une carrière de boxeur. Il s'établit à Los Angeles dans les années 1930, devint peintre de décors pour les studios de cinéma et commença à y organiser l'activité syndicale.
En mai 1941, Sorrell appela à une grève contre le studio Disney. Cette grève était soutenue par le Screen Cartoonists Guild, de formation récente, et de cette coopération résulta l'organisation de la Conference of Studio Unions (CSU), dont Sorrell prit la direction. 
En 1945, Sorrell dirigea la grève de la CSU qui aboutit au Vendredi noir de Hollywood (Hollywood Black Friday). L'origine de la grève était un conflit entre deux syndicats, la CSU et l'IATSE, où la représentation syndicale de 77 ensembliers était aux mains d'un seul d'entre eux. Après un vote au NLRB et une décision du War Labor Board en faveur de la CSU, les studios refusèrent de reconnaître l'autorité de la CSU comme instance négociatrice et la grève commença. Après les violences du Vendredi noir, la grève se calma rapidement. Toutefois, la collusion entre la direction de l'IATSE et les studios causa en septembre 1946 une autre grève, que les finances de la CSU ne lui permirent pas de mener à terme. En rapport avec la grève de 1945, Sorrell fut jugé coupable des délits d'outrage au tribunal et de non-dispersion,  mais acquitté de toutes les accusations criminelles, parmi lesquelles émeute et incitation à l'émeute.

## Accointances communistes
Selon Peter Schweizer, des archives rendues publiques par le gouvernement russe après la chute de l'URSS montrent que Sorrell était un espion soviétique. C'est peut-être une inférence fondée sur l'association antérieure de Sorrell avec Harry Bridges. Peter Schweizer dit aussi que les grèves menées par Sorrell étaient secrètement financées par le parti communiste; pourtant, le parti communiste ne prôna pas les grèves après la dissolution du Pacte germano-soviétique en juin 1941.
En 1941, Sorrell déposa devant la Commission parlementaire d'enquêtes sur les activités antiaméricaines en Californie (California Legislature's Joint Fact-Finding Committee on Un-American Activities) lors de brèves auditions sur les «Rouges» à Hollywood. Il déposa de nouveau en 1946 devant la même commission, quand elle mena des auditions plus approfondies, mais il n'y eut pas de preuves suffisantes de ses liens avec le parti communiste. En fait, la grève du CSU que Sorrell mena en 1945 fut activement combattue par le parti communiste américain,.